# Burchard de Vienne
Pour les articles homonymes, voir Burchard.
Burchard (Brochard, Bouchard), mort vers août 1031, est un archevêque-comte de Vienne du début du XIe siècle, membre de la famille des Anselmides. Il est Bienheureux de l'Église catholique romaine.

## Biographie

### Origines
Burchard, que l'on trouve également mentionné sous les formes Brochard, Bouchard ou encore Burcard (en latin Burcardus et Brucardus) serait le fils du vir illustris Anselme abbé laïc de l'Abbaye territoriale de Saint-Maurice d'Agaune et de son épouse, Aaldui ou Aldiud/Aaldiud,,,,. Il serait ainsi le frère d'Anselme, évêque d'Aoste, Ulric/Udalric/Odalric, avoué de Vienne et comte, et Ancilie (pl), la très probable épouse du Humbert, comte en Maurienne, à l'origine de la dynastie des Humbertiens,,.
Plusieurs documents médiévaux indiquent que sa mère, Aaldui/Aldiud, a pu être la maîtresse du roi Conrad III de Bourgogne. Burchard se trouve donc demi-frère de Burchard II, archevêque de Lyon, enfant illégitime, qui est également le demi-frère du futur roi de Bourgogne Rodolphe III,.

### Épiscopat
Burchard (Burchardus sancta Viennensis archiepiscopus, Burchardo Viennensi archiepiscopo) est archevêque de Vienne vers 1001,. Il succède à Thibaud, mort vers 21 mai 1001. Son épiscopat dure 30 ans, selon le Livre épiscopal de l'archevêque Léger, qui lui succède.
Burchard figure dans plusieurs documents diplomatiques s'étalant entre le 28 juillet 1011 et le 27 décembre 1028 [ou 1027]. Il est ainsi mentionné dans un diplôme du roi de Bourgogne, Rodolphe III, du 18 juillet 1011, ; dans une donation fait à Saint-Maurice de Vienne, à la demande de la reine, Ermengarde, le 1er août 1011. Il fait des donations au cours des années 1013, 1014,, 1016, et 1017 (Chevalier).
Son frère, Ulric, semble succéder à Humbert comme avoué (advocatus) de l'Église de Vienne, dans la première moitié de l'année 1019. Les deux frères sont mentionnés dans une donation datée du 19 août, probablement l'année 1019. Le document (extrait du Chartarium Viennensium 47), indique qu'ils font une donation située en Genevois à l'église Saint-Pierre de Vienne pour le repos de l'âme de leurs parents,,,.
Il est à l'origine d'une donation de l'évêques de Langres, Lambert, à Humbert comte de Maurienne et ses fils, Amédée et l'évêque Burcard, datée d'avril 1022,.
Le 14 septembre 1023, l'Église de Vienne et son représentant sont investis par le roi de Bourgogne, Rodolphe III, « avec l'assentiment joyeux (Isetante) de son épouse la reine Irmengarde » du « comté de Vienne, et toutes ses dépendances au dedans et au dehors de la ville avec le château qui la domine, nommé Pipet (Pupet) et les redevances »,,. Son frère, Anselme, évêque d'Aoste, avait obtenu le comté du Val d'Aoste, avant novembre 1023.
Il participe au troisième concile d'Anse, dit paix en Viennois, en 1025,. Au cours de ce concile provincial, Gauslin, évêque de Macon, se plaint de lui à cause de l'ordination de moines de Cluny, dont l'abbaye relève pourtant de l'Église de Mâcon,.
Le dernier acte concernant Burchard, selon l'historien Georges de Manteyer (1899), est celui où il est mentionné comme « précepte de Rodolphe, donné à Aix le 27 décembre 1028 [ou 1027] ».

Chevalier, qui présente cet acte dans le Regeste dauphinois (1912), précise qu'il s'agit toutefois de Burchard, archevêque de Lyon. Il présente, par contre, dans sa notice de 1879, une dernière concession obtenue du roi lors d'une assemblée tenue à Lyon au cours de l'année 1028, mais absente de son Regeste dauphinois (1912). Cette dernière publication mentionne enfin Burchard dans une donation estimée vers 1030, puis une autre vers 1031.

### Mort et succession
Burchard semble mourir après le 19 août (1019), selon le site FMG. Chevalier (1879) le donne pour mort le 19 août 1030, puis donne pour épitaphe de Burchard le 19 août 1031, dans le Regeste dauphinois (1912). Manteyer (1899), entre-temps, indique pour sa part « sa mort est du 19 août 1028-1031, en prenant les termes extrêmes ». Plus loin dans l'article, il poursuit son analyse ajoutant les 30 années d'épiscopat donné par Léger, depuis la mort de son prédécesseur Thibaud, le 21 mai 1001, Manteyer conclut que le prélat était mort le 19 août 1030. Charles William Previté-Orton (1912), qui cite les travaux de Manteyer, conclut au 20 août 1031.
Son successeur, Léger aurait commencé son épiscopat entre le 3 novembre 1030 et le 2 octobre 1031. Georges de Manteyer indique dans l'acte no 20 des donations faites par l'historien italien Domenico Carutti (it), « Vienne, mercredi 3 novembre 1036, 10e jour de la lune, l'an 6 de l'archevêque Léger, l'an 8 de Conrad, indiction 4, épacte 1 ».
Son corps est inhumé dans l'église Saint-Maurice et des Machabées, ancienne cathédrale de Vienne.
Son épitaphe souligne la tranquillité et la paix pour son Église, :
Agnos defensans et fortiter hostibus instans,

Prosternans nocuos belligerans cuneos

Victricem palmam Domini perduxit in aulam

Cum quo perpetua pace viget placida
Cette inscription, dont Poupardin donne une traduction que le prélat « a été fidèle à son peuple, en défendant ses agneaux, en pressant leurs ennemis, et d'avoir assuré la tranquillité de son église florissante par l'établissement d'une paix perpétuelle », pour Manteyer (1904) indiquerait « la paix promulguée dans le concile de 1025 que le trait final de cet éloge rappelle ainsi. »
Il est fait Bienheureux par l'Église catholique romaine, lors de sa béatification en 1616.

### Regeste dauphinois
1. ↑  Regeste dauphinois, p. 259, Tome 1, Fascicules 1-3, Acte no 1558 (lire en ligne).
2. ↑  Regeste dauphinois, p. 269, Tome 1, Fascicules 1-3, Acte no 1619 (lire en ligne).
3. ↑  Regeste dauphinois, p. 271, Tome 1, Fascicules 1-3, Acte no 1631, du 18 juin 1013 (lire en ligne).
4. ↑  Regeste dauphinois, p. 271, Tome 1, Fascicules 1-3, Acte no 1635, du 9 septembre 1014 (lire en ligne).
5. ↑  Regeste dauphinois, p. 271-273, Tome 1, Fascicules 1-3, Acte no 1637, du 8 janvier 1014/1015 (ou 1019) (lire en ligne).
6. ↑  Regeste dauphinois, p. 273, Tome 1, Fascicules 1-3, Acte no 1642, lettre du pape du 1er avril (1016) (lire en ligne).
7. ↑  Regeste dauphinois, p. 275, Tome 1, Fascicules 1-3, Actes no 1646, du 27 décembre 1016 et no 1647 (1016/1018) (lire en ligne).
8. 1 2 3  Regeste dauphinois, p. 277, Tome 1, Fascicules 1-3, Acte no 1657, du 27 décembre 1016 (présentation en ligne).
9. ↑  Regeste dauphinois, p. 279, Tome 1, Fascicules 1-3, Acte no 1667, du 9 avril 1022 (lire en ligne).
10. ↑  Regeste dauphinois, p. 279-281, Tome 1, Fascicules 1-3, Acte no 1675, du 14 septembre 1023 (lire en ligne).
11. ↑  Regeste dauphinois, p. 285, Tome 1, Fascicules 1-3, Acte no 1703, du 27 décembre (1027) ou 1028 (lire en ligne).
12. ↑  Regeste dauphinois, p. 289, Tome 1, Fascicules 1-3, Acte no 1719 (lire en ligne).
13. ↑  Regeste dauphinois, p. 291, Tome 1, Fascicules 1-3, Acte no 1730 (lire en ligne).
14. 1 2  Regeste dauphinois, p. 291, Tome 1, Fascicules 1-3, Acte no 1732 (présentation en ligne).

### Autres références
1. 1 2 3 4 5 6 7 8  Georges de Manteyer, « Les origines de la maison de Savoie en Bourgogne (910-1060) », dans Mélanges de l'école française de Rome, 1899 (lire en ligne), chap. 19, p. 465 et suivantes
2. ↑  (en) Charles William Previté-Orton, The Early History of the House of Savoy : 1000-1233, Cambridge, Cambridge University Press (réimpr. 2013) (1re éd. 1912), 512 p. (lire en ligne), p. 10-11.
3. 1 2 3 4  (en) Charles William Previté-Orton, The Early History of the House of Savoy : 1000-1233, Cambridge, Cambridge University Press (réimpr. 2013) (1re éd. 1912), 512 p. (lire en ligne), p. 68 et suivantes.
4. 1 2 3 4 5  (en) Charles Cawley, « Bouchard », sur fmg.ac/MedLands (Foundation for Medieval Genealogy) (consulté en avril 2020).
5. 1 2 3 4  (en) Charles Cawley, « B. Comtes des Equestres - Anselm II (et descendance) », sur Foundation for Medieval Genealogy (consulté en mai 2020).
6. ↑  Paul Guichonnet, Nouvelle histoire de la Savoie, Édition Privat, 1996, 366 p. (ISBN 978-2-7089-8315-1), p. 121.
7. ↑  Gilbert Coutaz, « Burchardus (le Vénérable ou le Grand) » dans le Dictionnaire historique de la Suisse en ligne, version du 3 novembre 2004..
8. 1 2 3 4 5 6 7  Ulysse Chevalier, Notice chronologico-historique sur les archevêques de Vienne : d'après des documents paléographiques inédits, Vienne, 1879, 18 p. (lire en ligne), p. 11
9. ↑  (en) Charles William Previté-Orton, The Early History of the House of Savoy : 1000-1233, Cambridge, Cambridge University Press (réimpr. 2013) (1re éd. 1912), 512 p. (lire en ligne), p. 117.
10. ↑  Ulysse Chevalier, Cartulaire de l'abbaye de Saint-André-Le-Bas-de-Vienne, ordre de Saint Benoît ; suivi d'un Appendice de chartes inédites sur le diocèse de Vienne (IXe – XIIe siècles), t. 2, Lyon, coll. « cartularies dauphinois (tome I) », 1869, 368-43 p. (lire en ligne), p. 256-257.
11. ↑  (en) Charles William Previté-Orton, The Early History of the House of Savoy : 1000-1233, Cambridge, Cambridge University Press (réimpr. 2013) (1re éd. 1912), 512 p. (lire en ligne), p. 47.
12. ↑  Acte du 8 avril 1022, Paul Lullin et Charles Le Fort (REG 0/0/1/165), Régeste genevois : Répertoire chronologique et analytique des documents imprimés relatifs à l'histoire de la ville et du diocèse de Genève avant l'année 1312, Société d'histoire et d'archéologie de Genève, 1866, 542 p. (lire en ligne), p. 46-47.
13. 1 2 3 4  Georges de Manteyer, « Les origines de la Maison de Savoie en Bourgogne (910-1060); La Paix en Viennois, Anse [17 juin?] 1025, et les additions à la Bible de Vienne », Bulletin de la Société de statistique, des sciences naturelles et des arts industriels du département de l'Isère, no 4e série, tome VII,‎ 1904, p. 87-189 (lire en ligne).
14. ↑  M. Philippon, « Conciles d'Anse », sur le site du Musée du diocèse de Lyon - museedudiocesedelyon.com (consulté en mai 2022).
15. 1 2 3  Georges de Manteyer, « Les origines de la maison de Savoie en Bourgogne (910-1060) », dans Mélanges de l'école française de Rome, 1899 (lire en ligne), chap. 19, p. 363-540
16. ↑  (en) Charles William Previté-Orton, The Early History of the House of Savoy : 1000-1233, Cambridge, Cambridge University Press (réimpr. 2013) (1re éd. 1912), 512 p. (lire en ligne), p. 28.
17. 1 2  René Poupardin, Le royaume de Bourgogne (888-1038) : étude sur les origines du royaume d'Arles, Paris, H. Champion, 1907, 509 p., p. 309-310.